# Гончаренко, Вениамин Алексеевич
Гончаре́нко Вениами́н Алексе́евич (1929 — 2013) — Советский живописец, член Союза художников, профессор, ректор Дальневосточного педагогического института искусств, декан художественного факультета Дальневосточной академии искусств.

## Биография
Родился в городе Кадиевка Луганской области. Окончил Одесское художественное училище, Ордена Трудового Красного Знамени Институт живописи, скульптуры и архитектуры им. И. Е. Репина АХ СССР (ИнЖСА) (1959) и там же аспирантуру по мастерской Б.В. Иогансона (1962).
В 1962 г. переехал во Владивосток, где принял участие в создании Дальневосточной государственной академии искусств как первый ректор тогда ещё Дальневосточного педагогического института искусств, декан художественного факультета, заведующий кафедрой (с 1973 по 1993 гг.). С 1962 года является членом Союза художников СССР. В 1987 году становится первым председателем Приморского отделения Фонда культуры. С 1959 г. — участник региональных, республиканских, Всесоюзных и зарубежных выставок.
У Вениамина Алексеевича 7 персональных выставок. Работы находятся в собраниях Приморской государственной картинной галереи города Владивосток, Дальневосточного художественного музея в городе Хабаровск, Третьяковской галереи в Москве, галереи "Арка" во Владивостоке, в государственных, частных и корпоративных коллекциях в Украине г.Киеве и за рубежом.

## Заслуги и награды
- 1985 г. — Присвоено почётное звание «Заслуженный деятель искусств РСФСР».